# Ligação pi
Em química orgânica, ligações pi (ou ligações π) são ligações químicas covalentes, nas quais dois lóbulos de um orbital eletrônico interseccionam dois lóbulos de outros orbitais eletrônicos. Apenas um dos planos nodais daquele orbital passa pelos núcleos envolvidos na ligação. É a ligação característica de compostos com duplas ou triplas ligações como o propeno e o etino.
Deve-se notar que em uma ligação dupla apenas uma ligação é pi, a outra é sigma (σ). Ligações sigma são mais estáveis.
Outra observação a se fazer é que ao determinar a geometria de uma molécula, as ligações duplas e triplas contam como apenas uma nuvem eletrônica. 